# Over Jerstal
Over Jerstal – miasto w Danii, w regionie Dania Południowa, w gminie Haderslev.